# That Girl (canción de McFly)
«That Girl»  —en español: «Aquella chica»— es el tercer sencillo de la banda británica de McFly y el primero puesto a la venta después de la publicación del álbum debut de la banda, Room on the 3rd Floor. El single fue publicado el 6 de septiembre de 2004 por la discográfica Island Records y se convirtió en el primer sencillo de la banda que no alcanzó el primer puesto de las listas británicas, consiguiendo un meritorio tercer puesto.
La edición del sencillo en CD contiene una versión de la canción «She Loves You» de The Beatles. Este es el primer single de la banda publicado también en DVD, el cual contiene imágenes de la actuación de la banda en la Ceremonia de la Antorcha Olímpica de 2004 y de la casa donde vivía la banda.

## Descripción
La canción fue compuesta por el vocalista Tom Fletcher y por el exintegrante de Busted, James Bourne. La letra trata de cómo se siente un chico cuando no puede conseguir «aquella chica», con la que a veces intima y otras encuentra con otro chico. Los coros y el bajo de la canción van cambiando gradualemnte según las acciones de la susodicha chica.

## Vídeo musical
El videoclip de la canción muestra a los miembros de la banda como empleados de una estación de servicio. Están aburridos, hasta que una chica llega con su coche y empieza a filtrear con Danny mientras este último le repara el coche. Finalmente, le deja su número de teléfono y se va. Sin embargo, 3 días después regresa en su coche acompañada de otro hombre. Los chicos, furiosos, decinden vengarse: Harry sobre-abastece de gasolina al coche, Dougie retira piezas mecánicas del vehículo y Tom destroza la tarjeta de crédito del acompañante. Finalmente, el vídeoclip termina con la imagen de los miembros de la banda escapando después de que el susodicho vehículo se estrelle. Todas las imágenes se intercalan con otras de la banda tocando en un local. 
 El videoclip de «That Girl» fue premiado en la categoría de «Mejor Videoclip» en los Smash Hits Awards del año 2004.

## Lista de canciones
| CD Single/ Vinilo de 7 pulgadas (Universal MCSTD40378) |                 |          |  |
| N.º                                                    | Título          | Duración |  |
| 1.                                                     | «That Girl»     | 3:21     |  |
| 2.                                                     | «She Loves You» | 2:32     |  |

| Maxisencillo (Universal MCSXD40378) |                                               |          |  |
| N.º                                 | Título                                        | Duración |  |
| 1.                                  | «That Girl»                                   | 3:21     |  |
| 2.                                  | «Obviously» (en directo en el Liverpool Pops) | 3:17     |  |
| 3.                                  | «She Loves You»                               | 2:32     |  |
| 4.                                  | «That Girl» (en directo en el Liverpool Pops) | 6:04     |  |
| 5.                                  | «That Girl (Video)»                           | 3:29     |  |
| 6.                                  | «Spider-Man 2 Premiere Footage Part 1»        |          |  |

| DVD Sencillo (Universal MCSVD40378) |                                                                      |          |  |
| N.º                                 | Título                                                               | Duración |  |
| 1.                                  | «That Girl (audio)»                                                  | 3:21     |  |
| 2.                                  | «She Loves You» (en directo en la Ceremonia de la Antorcha Olímpica) |          |  |
| 3.                                  | «McFly Movie: The Life Of McFly»                                     |          |  |
| 4.                                  | «Spider-Man 2 Premiere Footage, parte 2»                             |          |  |

| EP Digital |                                                                    |          |  |
| N.º        | Título                                                             | Duración |  |
| 1.         | «That Girl»                                                        | 3:19     |  |
| 2.         | «Obviously» (versión en directo en el festival Liverpool Pops)     | 3:16     |  |
| 3.         | «She Loves You» (versión en directo en el festival Liverpool Pops) | 2:21     |  |
| 4.         | «That Girl» (versión en directo en el festival Liverpool Pops)     | 3:32     |  |

## Posicionamiento en las listas de ventas
| Lista de ventas           | Posición más alta |
| ------------------------- | ----------------- |
| UK Singles Chart          | 3                 |
| Irish Singles Chart       | 13                |
| UK Chart of the Year 2004 | 84                |